# Afan Valley
Afan Valley är en dal i Storbritannien.   Den ligger i riksdelen Wales, i den södra delen av landet, 250 km väster om huvudstaden London.